# 커버로스
커버로스(Kerberos)는 "티켓"(ticket)을 기반으로 동작하는 컴퓨터 네트워크 인증 암호화 프로토콜로서 비보안 네트워크에서 통신하는 노드가 보안 방식으로 다른 노드에 대해 식별할 수 있게 허용한다. 클라이언트 서버 모델을 목적으로 개발되었으며 사용자와 서버가 서로 식별할 수 있는 상호 인증(양방향 인증)을 제공한다. 커버로스 프로토콜의 메시지는 도청과 재전송 공격으로부터 보호된다. 커버로스는 대칭 키 암호로 빌드되며 TTP(신뢰된 서드 파티)를 요구한다. 또, 특정 인증 구간에서 비대칭 키 암호 방식을 이용함으로써 선택적으로 공개 키 암호 방식을 사용할 수 있다. 커버로스는 기본으로 포트 88을 사용한다.
프로젝트 아테나가 제공하는 네트워크 서비스를 보호할 목적으로 MIT가 개발하였다.

## 관련 RFC
- RFC 1510
- RFC 1964
- RFC 3961
- RFC 3962
- RFC 4120
- RFC 4121
- RFC 4537
- RFC 4556
- RFC 4557
- RFC 4757
- RFC 5021
- RFC 5349
- RFC 5868
- RFC 5896
- RFC 6111
- RFC 6112
- RFC 6113
- RFC 6251
- RFC 6448
- RFC 6542
- RFC 6560
- RFC 6649
- RFC 6784
- RFC 6803
- RFC 6806
- RFC 6880

## 같이 보기
- 통합 인증